# マグナート陰謀

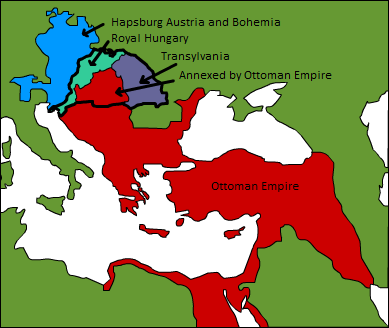
モハーチの戦い（1526年）以後のハンガリー。それ以前のハンガリー王国の領域は黒い線で囲まれている。王領ハンガリーとその他のハプスブルク領はそれぞれ黄緑色と青色、オスマン帝国領は赤色、トランシルヴァニアは紫色で示されている

ヴェシェレーニ陰謀（ハンガリー語：Wesselényi-összeesküvés [ˈvɛʃɛleːɲiˈøsːsɛˌɛʃkyve̝ːʃ]）、ズリンスキ＝フランコパン陰謀（クロアチア語：Zrinsko-frankopanska urota）またはマグナート陰謀（ドイツ語：Magnatenverschwörung）は、17世紀のハンガリーで起きた陰謀事件。ハンガリーからハプスブルク帝国その他の諸外国の支配を排除しようとして計画された。このクーデター計画の原因となったのは、共にハンガリーの隣接地域を支配する神聖ローマ皇帝レオポルト1世とオスマン帝国との間で1664年に結ばれた、さほど有名でないヴァシュヴァールの和約であった。反乱における組織力の貧弱さのため、ハプスブルク帝国政府は敵対者を容易に弾圧することが出来た。陰謀の名前はハンガリー貴族のヴェシェレーニ・フェレンツ伯爵（hu:Wesselényi Ferenc [ˈvɛʃɛleːɲiˈfɛrɛnt͡s]）に、あるいはクロアチア貴族のニコラ・ズリンスキ伯爵、ペータル・ズリンスキ伯爵およびフラン・クルスト・フランコパン伯爵に因んでいる。

## 原因
14世紀半ばに始まったヨーロッパにおけるオスマン帝国の拡張は、セルビアおよびビザンツ帝国との係争という形で展開され、両国はそれぞれコソヴォの戦い（1389年）とコンスタンティノープルの陥落（1453年）で致命的な敗退を喫し、オスマン帝国の前に衰亡を余儀なくされた。トルコ人たちの拡張主義政策は、16・17世紀にはハプスブルク帝国との恒常的な抗争をもたらすことになった。1526年のモハーチの戦いの後、ハンガリー王国の中央部はオスマン帝国に征服された。北部地域にはハプスブルク家の支配する王領ハンガリー、南部地域はオスマン帝国の行政区、東部にはトランシルヴァニアがそれぞれ割拠し、王国はこれら3つの陣営によって分断された。恒常的に続く内戦と独立戦争の中では、ハプスブルクの支持者がオスマン帝国の支持者と戦うといったような、首尾一貫した行動を取るのは困難だった。
1656年9月までに、南東ヨーロッパにおける二つの覇権国の膠着状態は、大宰相キョプリュリュ・メフメト・パシャの補佐を受けたスルタン・メフメト4世が、オスマン軍の改革とより大規模な紛争の準備を始めたことで、再び動き出した。情勢の変化はオスマン帝国軍がトランシルヴァニア領に侵攻して同地域を征服したことで、現実味を帯びてきた。トランシルヴァニア公ラーコーツィ・ジェルジ2世は防衛戦の最中に戦傷死した。この地域でのややあっけない勝利の後、トルコ人たちは大軍を組織し、軍隊に王領ハンガリーへと向かうよう命じた。
トランシルヴァニア国家およびハプスブルク領内へのオスマン軍の侵攻は、この地域の均衡状態を崩してしまい、レオポルト1世率いるハプスブルク軍は敵との対峙を余儀なくされた。当初、ハプスブルクとオスマンの両軍は軍を差し向けて本格的な戦争に突入することは控えていたが、1661年にレオポルト1世はライモンド・モンテクッコリ元帥率いる1万6000人の軍勢を敵地に送り込んだ。オーストリア側の先制攻撃もむなしく、オスマン軍のハンガリー侵攻を遅らせることは出来なかった。オスマン軍の侵入に対抗すべく、モンテクッコリは既に1662年、さらに1万5000人の軍勢を与えられてハンガリーに陣取っていた。この軍勢に加え、クロアチア人貴族ニコラ・ズリンスキに率いられた地元のハンガリー人の軍勢も防衛戦に参加した。またハンガリー人大貴族ヴェシェレーニ・フェレンツの外交交渉が成果を結び、モンテクッコリは神聖ローマ帝国諸侯の支援を得られた。

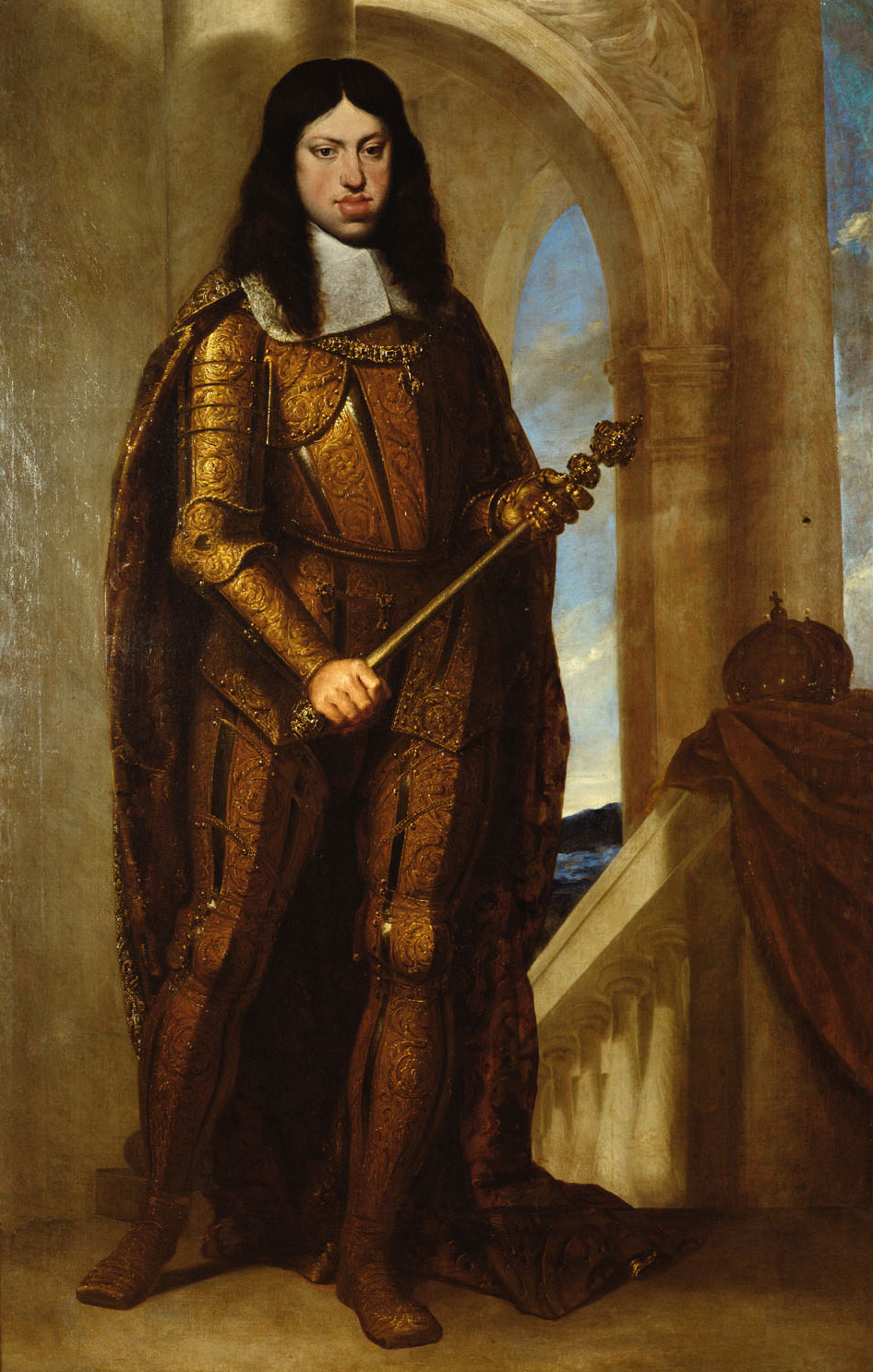
レオポルト1世、神聖ローマ皇帝にしてオーストリア大公（在位1657年 - 1705年）

1663年の下半期から1664年の上半期にかけて、この連合軍はオスマン軍が征服した地域を取り戻したほか、オスマン側の物資供給ラインを断ち、オスマン帝国がハンガリー国内に保有するいくつかの要塞を奪取した。1664年8月1日、ハンガリーとハプスブルクの「キリスト教」連合軍は、セントゴットハールドの戦いでオスマン帝国に対し決定的な勝利をえた。
この戦勝後、多くのハンガリー人たちは連合軍が引き続いて戦闘を続け、ハンガリーからオスマン帝国を完全に追い出すことになるだろうと考えていた。しかしレオポルト1世の関心は、後にスペイン継承戦争を引き起こすことにつながるハプスブルク・スペインの後継者問題に向けられていた。レオポルトは東方辺境地域は早々に以前の勢力均衡状態に戻し、スペイン王位をめぐって以前から続いていたフランスとの抗争に集中すべきだと考えるようになり、もはや東方地域で戦闘を続行する必要はないと判断した。さらに戦争が続けば、オスマン帝国が年内に援軍を送り込んでくるのは明らかであり、レオポルトにとってこれ以上の延長戦は危険なだけだった。オスマン帝国との問題を手っ取り早く解決すべく、レオポルトはヴァシュヴァールの和約に調印した。
オーストリアとハンガリーが勝者だったのにもかかわらず、和約の内容はオスマン側に非常に有利なものだった。ハプスブルク政府はオスマン政府の傀儡アパフィ・ミハーイ1世をトランシルヴァニア公と認め、さらにレオポルトは和約成立後20年間は毎年20万フローリンをオスマン政府に支払うことが取り決めされた。ハンガリー人貴族たちは屈辱的な条約内容に憤慨した。レオポルトはヴァシュヴァールの和約締結によってスペイン問題に集中することができたが、ハンガリー人たちは2つの帝国の間で分断されたままであった。さらに、この和約はハンガリー人大貴族の間に、ハプスブルク宮廷はまるで自分たちを見捨てて独立自衛状態に追い込み、自分たちでトルコ人の進出を食いとめさせようとしているようだ、という印象を抱かせた。その結果、多くのハンガリー貴族たちが、自国から諸外国の影響力を排除しようと決心した。

## 展開

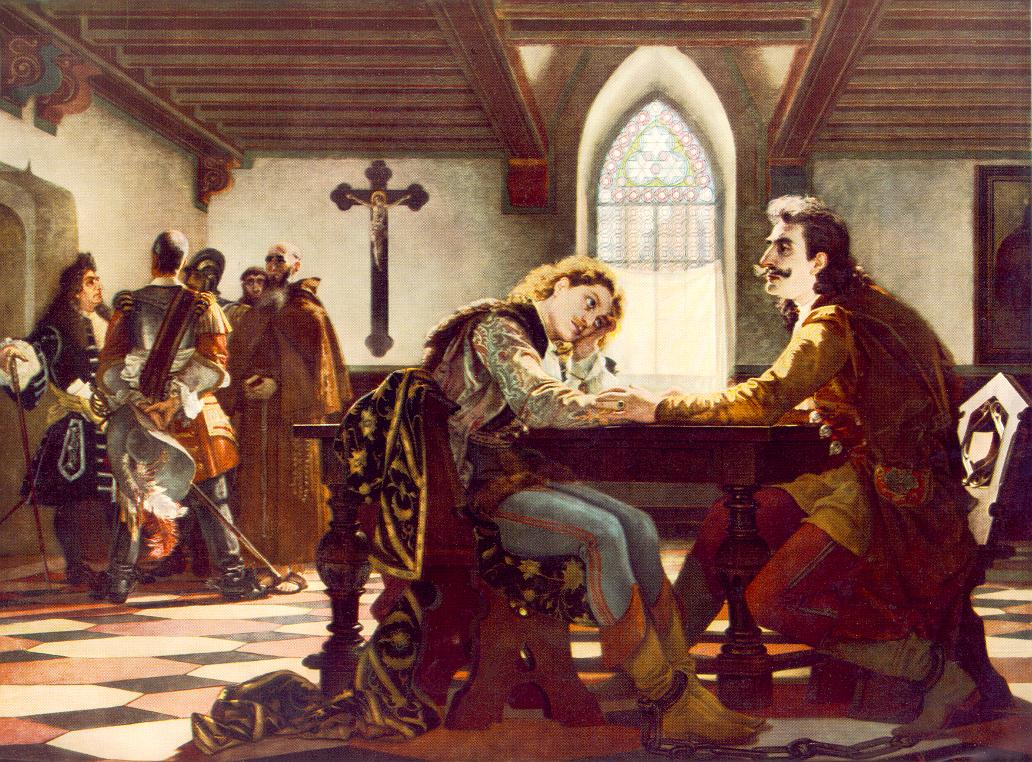
ペータル・ズリンスキ（右）と義弟のフラン・クルスト・フランコパン

陰謀の最初の首謀者となったのは、この戦争でハプスブルク軍の司令官モンテクッコリと一緒にハンガリー軍を率いたクロアチア副王ニコラ・ズリンスキであった。ズリンスキはヴァシュヴァールの和約締結の時期までに、ハンガリーから諸外国の影響を排除しようと計画し始めており、国民は国家によって利用されるのではなく保護されるべきだという考えを抱いてもいた。ズリンスキはさらにハンガリー独立のため、クロアチア人とトランシルヴァニア人の加わった連合軍を結成しようという構想を持っていた。ところがズリンスキは和約が締結されたその月のうちに、狩猟中に野生の猪に襲われて頓死した。ニコラ・ズリンスキの弟ペータル・ズリンスキとヴェシェレーニ・フェレンツが陰謀の新たな中心的存在となった。
陰謀の参加者たちはハンガリー独立ばかりかハプスブルク帝国の排除までも狙うようになり、外国の支援を得ようと試みた。陰謀者たちはフランス、スウェーデン、ポーランド・リトアニア共和国、ヴェネツィア共和国といった諸外国と、支援要請のための秘密交渉を始めた。ヴェシェレーニと配下の大貴族たちはオスマン帝国に協力の打診を行い、ハプスブルク帝国を国内から駆逐してもらった暁には、ハンガリーはオスマン帝国内で形式的な自治に甘んじる、という条件まで提示した。しかし、彼らに協力する政府は無かった。スルタン・メフメト4世もレオポルト1世と同様、さらなる紛争を起こす気はさらさら無かった。それどころかスルタン宮廷は1666年、レオポルト1世に対して陰謀の存在を知らせたのである。
レオポルト1世は既に陰謀の存在を疑っていたが、スルタン宮廷からのリークによって陰謀は確信された。オーストリア側はいくつかの貴族グループの中に密告者を抱き込んでおり、彼らは陰謀を企む一味が大々的に国内外の支援を取り付けようと必死に活動していることを聞きつけていたのだった。しかし、謀反者たちはほとんど目立った動きを見せておらず、実際に行動に出る可能性も低かったため、当局は彼らに手を出さなかった。レオポルトは彼らの策動は中途半端な計画に過ぎず、本気で事を構える気は無かろうと高を括っていた。謀反者たちは多くの陰謀を企てていたが、どれも実行に移されないままに終わっていた。1667年3月には、中心人物の一人ヴェシェレーニが死んだ。1667年11月、謀反者たちは皇帝本人を誘拐する計画を立てたが、実現に至らなかった。

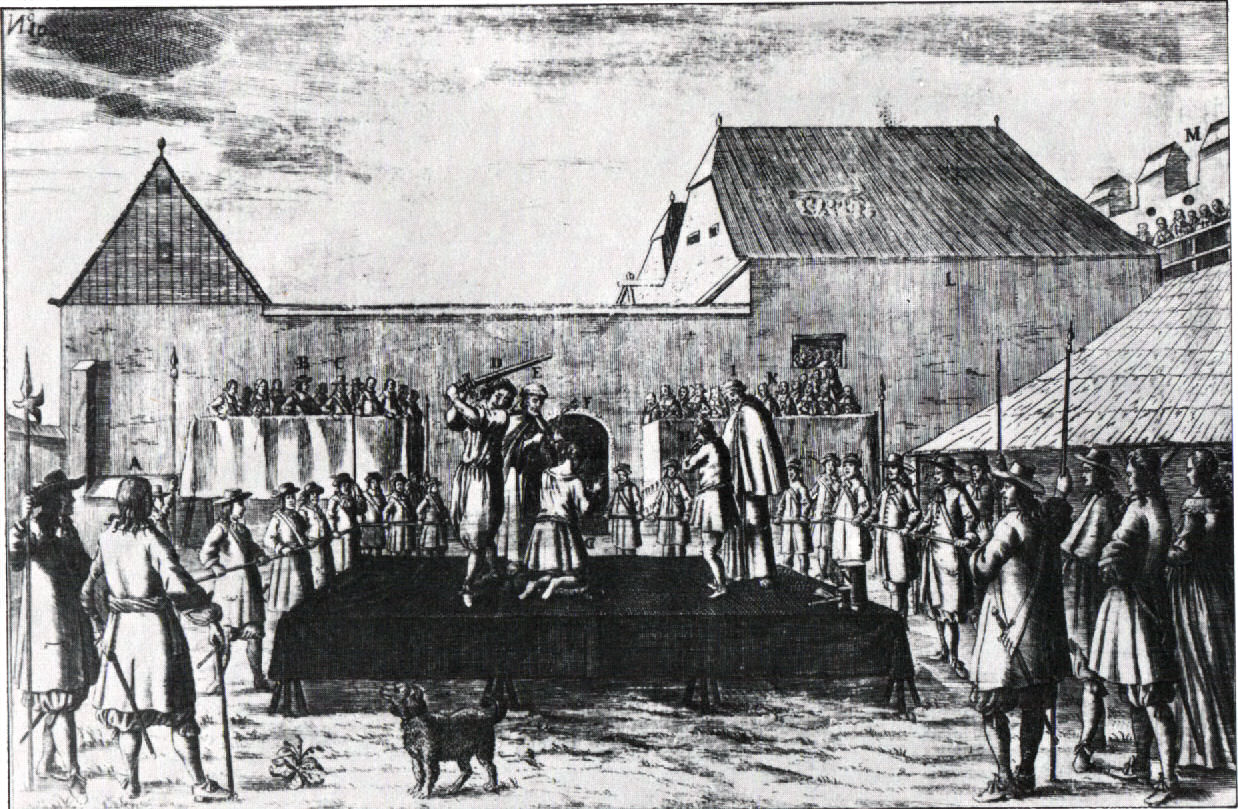
ヴィーナー・ノイシュタットで斬首されるズリンスキとフランコパン

ブダのトルコ人総督（パシャ）からの支援を取り付けるのに失敗した後、ズリンスキと何人かの陰謀者たちは実行を諦めて隠遁生活に入った。一方、レオポルトはハンガリー人の支援を取り付けるため、依然として彼らに（名ばかりの）自治を許していた。1671年、未だ活動を続けていた陰謀者たちの残党が皇帝に対する反乱を扇動し、オスマン帝国による侵攻を鼓舞する内容のパンフレットを配り始めると、事態は動き出した。彼らはまた王領ハンガリーに住む少数派のプロテスタント住民にも蜂起を呼び掛けた。陰謀者たちの掲げる理念にハンガリー人の一部が呼応し始めると、当局は迅速な対応を見せた。1670年3月、ペータル・ズリンスキとその義弟フラン・クルスト・フランコパン、ナーダシュディ・フェレンツ（hu:Nádasdy Ferenc (főúr)）ら首謀者たちは逮捕、処刑された。およそ2000人の貴族たちが捜査対象として逮捕された（下級貴族の大部分はこの出来事と関係はなかったが、レオポルト1世は将来同様の反乱が起きないように取り締まっておこうとした）。
当局による迫害はハンガリーとクロアチアの一般庶民に対しても行われ、ハプスブルク政府の兵士たちが両国に移ってきて居座った。プロテスタントの教会は、蜂起には武力で対処することを示すため、焼き尽くされた。レオポルトは陰謀を企てたことに対する報復として、ハンガリーの国法を停止した。この措置はその後10年間続き、王領ハンガリーが名目上とはいえ享受してきた自治はこれを機に終わりを迎えることになった。クロアチアでは、陰謀が計画されていた期間中にペータル・ズリンスキがクロアチア副王の地位にあったため、その後60年間クロアチア人は副王になれなかった。

## 影響

### ハンガリー
レオポルト1世は、領国の体制宗教であるローマ・カトリックに敵対するプロテスタントがもたらすと予想される脅威を根絶しようと考えた。そこで皇帝は陰謀露見から2年間のあいだ、陰謀に対する報復として、およそ6万人のプロテスタントにカトリックへの改宗を強制した。さらに、800のプロテスタント教会が閉鎖された。1675年までに、41人のプロテスタント牧師が反乱を教唆したとして有罪宣告を受け、公開処刑になった。
裁判と処刑が行われた後、陰謀に加担した大貴族の所領は奪われ、その家族たちは他地域に移住させられた。国内で最も勢威ある封建貴族家門とその経済支配の崩壊は、封建時代（ブルジョワ時代以前）では他に例をみないほど劇的な経済変動だったと言われている。ペータル・ズリンスキの妻アナ・カタリナ・ズリンスカと三人の娘は女子修道院で死んだ。ズリンスキ夫妻の一人息子イヴァン・アントゥン・ズリンスキは投獄されて激しい拷問を受け、苦しみのあまり発狂した状態で死んだ。母カタリナも同様の最期を遂げ、ズリンスキ一族の悲劇はクロアチアの運命をまさに象徴するものとなった。処刑されたズリンスキとフランコパンの遺骨は死後248年経った君主制の崩壊時までオーストリア・ハンガリーに留め置かれ、その後ザグレブ聖堂の地下聖堂に安置された。

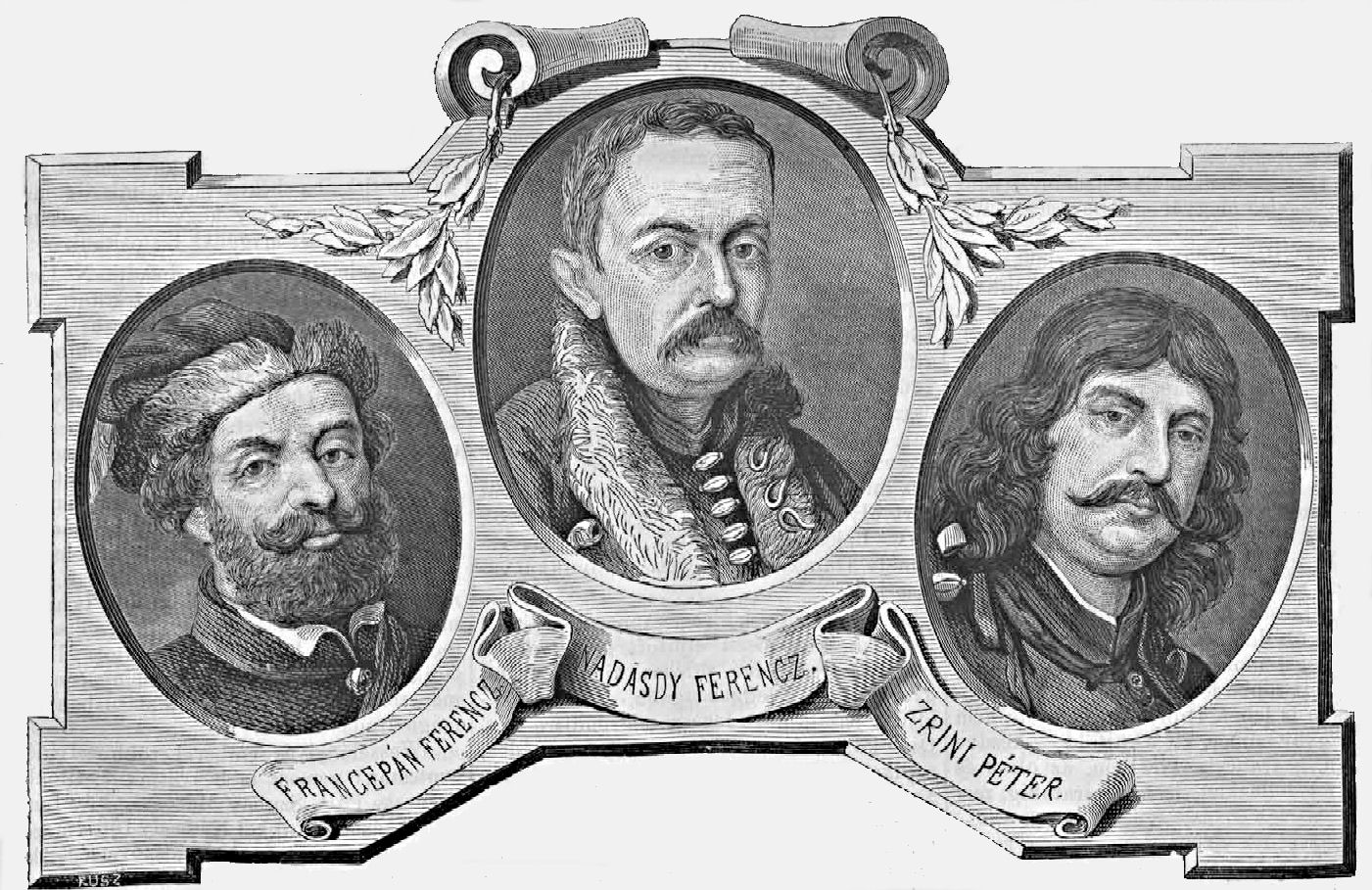
処刑されたヴェシェレーニ陰謀の首謀者たち、左よりフランコパン、ナーダシュディ・フェレンツ、ペータル・ズリンスキ、1871年の版画

厳しい取り締まりは、多くの元兵士たちや民族ハンガリー人を国家に対するゲリラ戦へと向かわせた。クルツォク（「十字軍戦士」を意味する）と呼ばれるゲリラたちは、ハンガリー領内に駐在するハプスブルク軍を襲撃し始めた。クルツォクたちは取り締まりが続くに従い、ハプスブルク政府を排除するための軍団を組織しようと試みた。1672年の夏までに、1万5000人の軍勢が結集した。
クルツォク軍はヴェシェレーニ陰謀よりもずっ大きな成功を収め、ハプスブルク政府と戦いながら1711年まで活動を続けた。彼らは自分たちの能力を諸外国に認めさせたという点でもより成功していた。最初はトランシルヴァニア公国（オスマン帝国の宗主権下にあった）が、次いでオスマン帝国が彼らの活動を支援した。クルツォク戦士たちと諸外国との結びつきは、後にオスマン帝国によるハプスブルク帝国領への大規模な侵略（大トルコ戦争）と、1683年のウィーンの戦いを引き起こすことになる。

### クロアチア
オスマン帝国の征服活動によって、クロアチア領は1592年までに1万6800km²に減少していた。教皇はこの縮小した国家を「クロアチア王国の残部のさらに残部（Reliquiae reliquiarum regni Croatiae）」と呼び、この表現は気取った貴族たちの戦場における鬨の声となった。この大規模な領土喪失は、1526年にハプスブルク家をクロアチア王家に選んだクロアチア貴族家門の大部分にとって、まさに死亡証明書であった。支配する土地が失った彼らは、歴史において非常に影の薄い存在になった。征服を免れたクロアチア西部に所領を持つズリンスキ家とフランコパン家のみが、権勢を保つことが出来た。陰謀を計画していた時期には、彼ら2家門はクロアチアの民間人の約35％を支配していた（クロアチア領の3分の1が軍政国境地帯として皇帝の直接統治下にあった）。陰謀が失敗に終わると、彼らの領地は皇帝に没収され、皇帝の自由裁量で支配されることになった。陰謀発覚後の苦しい時代を生きたクロアチア人たちは、1527年から1670年までの同じ民族クロアチア人の副王が自分たちを統治していた時代が、自民族にとって最も幸福だったと感じるようになった。1670年から民族革命の起きた1848年まで、民族クロアチア人の副王は2人しかいなかった。1670年から19世紀の民族文化復興までの時代は、クロアチア人にとっては政治的な暗黒時代とされている。
17・18世紀のハプスブルク・オスマン戦争の間に失われた現在のボスニア地域（バニャ・ルカ、ビハチなど）に関して、クロアチア人はハプスブルク宮廷に同地域の再征服を要求できる立場に無かった。このため、ボスニアは現在でもクロアチアの領域外におかれている。